# Violatore di blocco

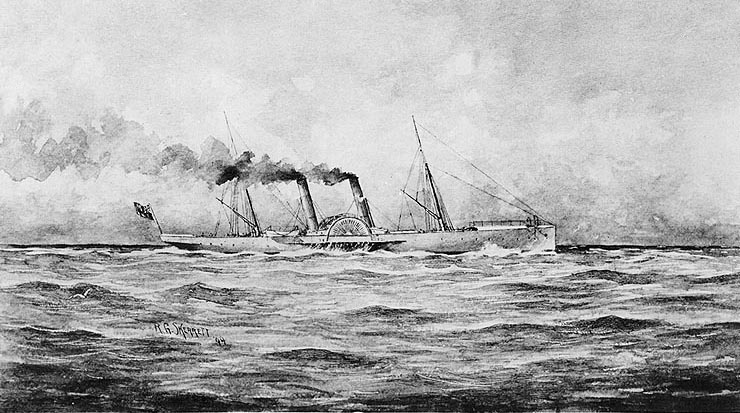
Lo SS Banshee, violatore di blocco degli Stati Confederati d'America durante la guerra di secessione americana

Un violatore di blocco è un tipo di nave mercantile che è incaricata di forzare un blocco navale imposto a uno Stato da una potenza estera, in modo che esso possa continuare a commerciare e comunicare con il resto del mondo via mare; benché le modalità di impiego lo accomunino a una nave dedita al contrabbando, a differenza di questa un violatore di blocco è un'unità ufficiale di un governo di uno Stato e fa parte della sua flotta militare o mercantile.
Un violatore di blocco è generalmente impiegato per recapitare nello Stato bloccato materie prime di importanza strategica come pure armi o rifornimenti militari, o anche semplicemente scorte di viveri per sostenere una città assediata; i violatori di blocco sono di solito normali navi mercantili, scelte tra le unità più veloci ed efficienti, a volte fornite di armamento come un incrociatore ausiliario o nave corsara ma più spesso dotate di camuffamenti per celare la loro vera identità. I violatori di blocco sono quasi sempre considerati unità ostili da parte delle forze bloccanti e per tale ragione non soggetti alle regole di ingaggio delle navi civili: contro di essi, quindi, si può aprire il fuoco senza preavviso.

## Storia
Gli esempi storici di violatori di blocco sono antichi tanto quanto le operazioni di blocco navale: esempi vari possono essere rintracciati durante la guerra del Peloponneso, mentre Cartagine impiegò la sua flotta come violatori di blocco per rifornire le guarnigioni in Sicilia dall'assedio dei Romani.
Durante la guerra di secessione americana, gli Stati Confederati d'America fecero ampiamente ricorso a navi mercantili veloci come violatori di blocco del "Piano Anaconda" messo in atto dagli Unionisti ai danni dei confederati: i violatori di blocco mantennero i collegamenti tra la Confederazione e gli Stati europei (Regno Unito e Francia in particolare), esportando il cotone dei confederati in cambio di armi e rifornimenti oltre che per mantenere i collegamenti postali della Confederazione  con il resto del mondo. Uno dei violatori di blocco confederati più di successo fu la CSS Advance, una goletta a vapore che compì con successo venti viaggi attraverso il blocco unionista prima di essere catturata. In totale la Marina unionista catturò nel corso della guerra circa 1.100 violatori di blocco confederati e ne affondò altri 355.

La motonave Himalaya, violatore di blocco italiano dell'epoca della seconda guerra mondiale

Durante la prima guerra mondiale l'Impero tedesco ricorse a violatori di blocco per fronteggiare il blocco delle sue coste da parte delle potenze dell'Intesa, al fine di continuare a commerciare con gli Stati ancora neutrali e a mantenere qualche collegamento con le sue colonie in Africa: i mercantili Rubens e Marie von Stettin riuscirono con successo a violare il blocco navale britannico delle coste della Germania e a recapitare rifornimenti di armi e munizioni alla guarnigione dell'Africa Orientale Tedesca; una missione simile fu tentata anche dal dirigibile zeppelin LZ 104, partito da Jambol in Bulgaria alla volta dell'Africa Orientale ma convinto a tornare indietro a metà del percorso da falsi messaggi radio emessi dai britannici. Un tipo peculiare di violatori di blocco furono i cosiddetti "sommergibili mercantili", grossi sommergibili della Kaiserliche Marine, disarmati e incaricati di recapitare merci da e verso gli Stati Uniti sfuggendo alla caccia britannica in Atlantico navigando sott'acqua; il sommergibile Deutschland compì con successo due viaggi andata e ritorno negli Stati Uniti, ma dopo l'entrata in guerra di questi contro la Germania fu riconvertito a un uso militare insieme ai battelli simili allora approntati, andando a costituire la classe U-Boot Tipo U 151 di sommergibili incrociatori.
Ancora durante la seconda guerra mondiale, Germania nazista e Italia ricorsero ai violatori di blocco (alcuni degli italiani furono il Duca degli Abruzzi, il Gimma e il Butterfly) per approvvigionarsi di materie prime strategiche dai paesi neutrali e per scambiare tecnologie con l'alleato giapponese; nelle prime fasi del conflitto furono utilizzati dei mercantili, spesso unità rimaste bloccate in paesi neutrali e fatte poi rientrare nei porti della Francia occidentale occupata dai tedeschi, ma con il progressivo intensificarsi della presenza di navi e aerei degli Alleati nel golfo di Biscaglia si decise di ricorrere a sommergibili da trasporto: i sommergibili italiani Comandante Cappellini, Agostino Barbarigo, Reginaldo Giuliani e Luigi Torelli furono tra le unità impegnate in questi traffici, spostandosi dalla base di Bordeaux fino al porto di Singapore controllato dai giapponesi.

## Nella cultura di massa
- I violatori del blocco (1865) è un racconto dello scrittore francese Jules Verne ambientato a bordo di un violatore di blocco confederato durante la guerra di secessione americana.

- Il personaggio di Rhett Butler nel film Via col vento (1939) deve la sua ricchezza personale al fatto di agire con le sue navi come violatore di blocco a favore della Confederazione durante la guerra di secessione.